# Jane the Virgin
Jane the Virgin és una sèrie de televisió estatunidenca emesa per The CW Television Network. Es va estrenar el 13 d'octubre de 2014 i es va acabar el 31 de juliol de 2019.
La sèrie és una adaptació de la telenovel·la veneçolana Juana, la virgen creada per Perla Farías. La sèrie és protagonitzada per Gina Rodriguez com a Jane Villanueva, una jove llatina, treballadora i religiosa, que queda embarassada després de ser inseminada artificialment per error pel seu ginecòleg.
Jane the Virgin ha rebut aclamació dels crítics des de la seva estrena. En els Premis Globus d'Or de 2014, Gina Rodriguez va guanyar el premi a la millor actriu de sèrie de televisió - Comèdia o musical, mentre que la sèrie va ser nominada a la millor sèrie - Comèdia o musical. La sèrie també va rebre el Premi Peabody i va ser nomenada programa de TV de l'any per l'American Film Institute.
L'11 de gener de 2015, la sèrie va ser renovada per a una segona temporada. L'11 de març de 2016, es va anunciar que va ser renovada per a una tercera temporada. El 8 de gener de 2017, The CW va renovar la sèrie per a una quarta temporada programada per estrenar-se el 13 d'octubre de 2017.
A Espanya, la sèrie s'emet a Movistar+ i a Netflix tant amb doblatge espanyol com amb subtítols.